# Bolles laurierduif
De Bolles laurierduif (Columba bollii) is een vogel uit de familie van duiven (Columbidae). De vogel is genoemd naar de Duitse natuuronderzoeker Carl Bolle (1821-1909).

## Verspreiding en leefgebied
Deze soort is endemisch op de Canarische eilanden.

## Status
De grootte van de populatie is in 2007 geschat op 3.300-13.000 volwassen vogels. Op de Rode lijst van de IUCN heeft deze soort de status niet bedreigd.  